# Parc Jean-Drapeau
Le parc Jean-Drapeau est un grand parc de Montréal situé en plein centre du fleuve Saint-Laurent, au Québec. Il est composé de deux îles, l'île Sainte-Hélène et l'île Notre-Dame, sur laquelle est situé le circuit automobile Gilles-Villeneuve, où se déroule chaque année le Grand Prix du Canada de Formule 1. De 1992 à 1999, le parc porte le nom de parc des Îles. 

## Histoire
Bien avant l'arrivée des Européens, l'île Sainte-Hélène fut fréquentée par les Iroquois qui vivaient dans les environs entre 1200 et 1600 après J.-C, selon des travaux d'archéologie menés entre 2003 et 2004. 
C'est en 1611, lors d'une expédition vers les rapides de Lachine, que Samuel de Champlain découvrit  l'île et la nomme « isle de saincte Elaine » en l'honneur de sa femme, Hélène de Champlain, née Boullé. Elle porte aussi le nom d'Hélène, la mère de l'empereur romain Constantin Ier. En 1665, Charles Le Moyne acquiert et incorpore l'île à la Baronnie de Longueuil qui lui appartient jusqu'en 1818 quand elle est vendue au gouvernement britannique. 
À la suite de la guerre de 1812, l'île a une vocation militaire, on y érige le fort de l'île Sainte-Hélène en 1824. Le fort servira d'hôpital lors de la deuxième pandémie de choléra entre 1832 à 1834 et son arsenal est converti en prison en 1848 qui passe au feu la même année, il ne reste aujourd'hui que l'aile sud.

### Naissance du parc
En 1870, les troupes britanniques quittent les installations militaires et confient l'île au ministère fédéral de la milice George-Étienne Cartier. En 1874, le gouvernement canadien donne la permission à la ville de Montréal de convertir l'île en parc dont l'accès est partiel tout en conservant la partie militaire. Les citoyens et citoyennes s'y rendent via un bateau à vapeur.
Lors de la Première Guerre mondiale, le parc est fermé au public et l'arsenal du fort de l'île Sainte-Hélène sert comme entrepôt de munitions. 
Avec l'inauguration du pont Jacques-Cartier dans les années 1930, le parc est accessible à l'année et devient un lieu populaire. L'architecte Frederick Gage Todd propose un nouvel aménagement aux lieux, celui-ci implique la fusion de l'île Ronde, de l'île aux Fraises (qu'il renomme île Verte) et de l'île Sainte-Hélène. Malheureusement, le projet n'est pas retenu, mais, inspira les futurs plans du site pour l'exposition universelle de 1967.
Jusqu'aux années 1950, le parc se dote d'équipements municipaux comme le pavillon des baigneurs, le pavillon des sportifs et le réservoir d'eau nommé la tour de Lévis.

### Expo 67

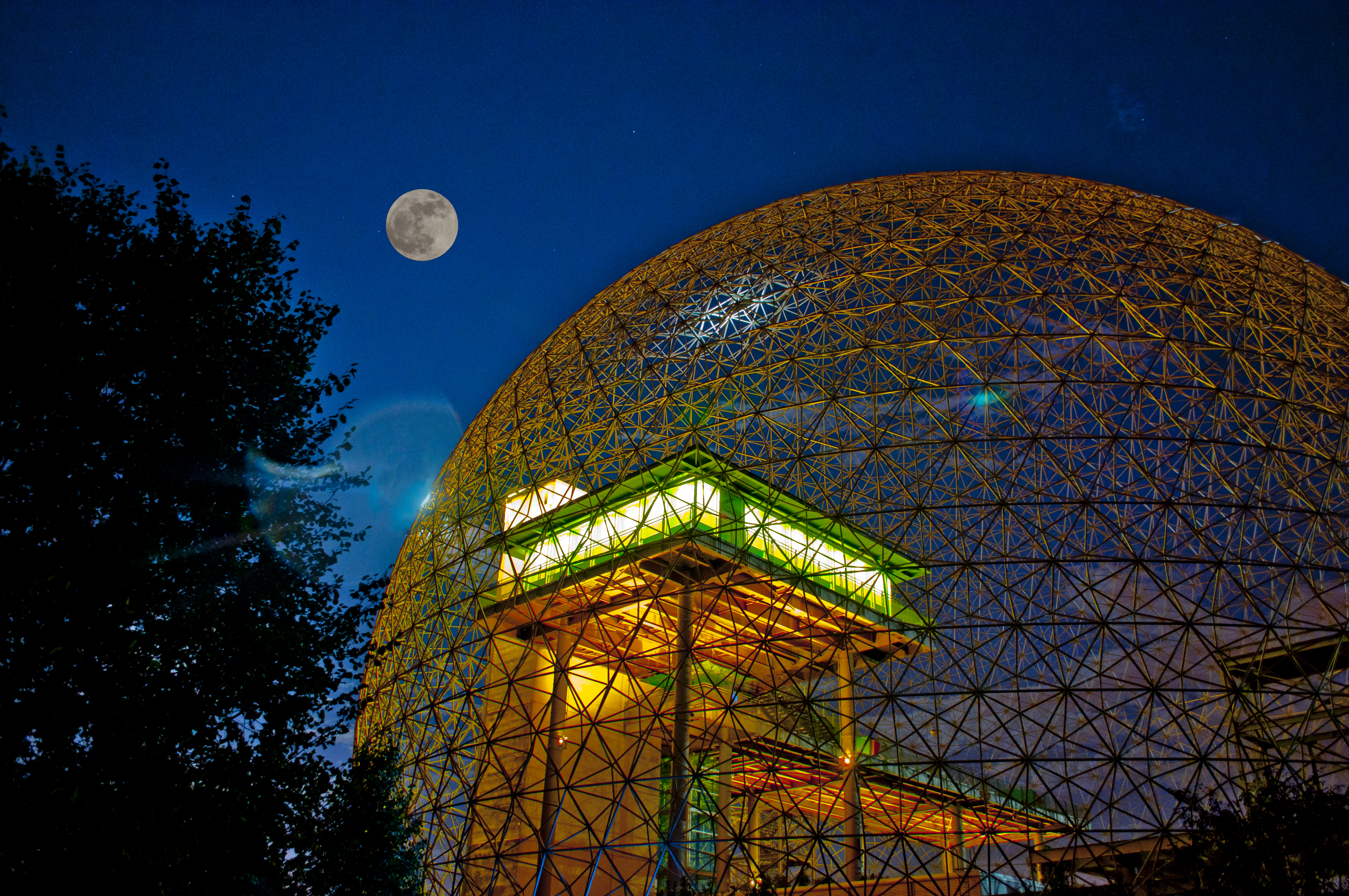
La Biosphère, ancien pavillon des États-Unis de l'Expo 67.

En 1962, Montréal est choisie par le Bureau international des expositions (BIE) pour accueillir l'exposition universelle de 1967 ou surnommée de façon courante Expo 67. La ville propose comme lieu d'origine le quartier Pointe-Saint-Charles, choix qui soulève des critiques. C'est l'année suivante qu'on confirme que l'événement se tiendra sur le site du parc qui est agrandi avec les 28 millions de tonnes de terre excavée lors du creusage du métro de Montréal permettant de créer l'île Notre-Dame et agrandir l'île Sainte-Hélène. Le 28 avril 1967, Expo 67 est inaugurée avec plus de 60 pays participants et un total de 55 millions de visiteurs, cette exposition universelle est déclarée comme l'une des plus réussies du BIE[réf. souhaitée].

#### Terre des Hommes
Après l'Expo 67, le site est rouvert au public en 1968 sous le nom de Terre des Hommes, un lieu de foire transformant certains pavillons internationaux en pavillons thématiques. Le maire Jean Drapeau décide en 1968 que le pavillon des États-Unis prendra le nom de Biosphère, en lien avec l'exposition qui y prendra place.  
Dans les années 1970, le site connaît des hauts et des bas, deux pavillons sont ravagés par les flammes dont celui de l'Ontario en 1975 et des États-Unis en 1976.  Vers la fin de la décennie, l'île Notre-Dame accueille lors des Jeux olympiques d'été de 1976, les disciplines d'aviron et de canoë-kayak. Deux ans plus tard, est inauguré le circuit de l'Île Notre-Dame (rebaptisé le circuit Gilles-Villeneuve en 1982).
En 1980, l'île Notre-Dame et le vélodrome sont choisis pour accueillir les Floralies internationales et le premier Festival international de jazz de Montréal. Plusieurs artistes de renom viennent également y présenter des concerts, notamment Black Sabbath, Robert Charlebois, les Guess Who, James Brown et Chuck Berry. C'est finalement en 1981 que le site de Terre des Hommes est fermé au public en raison d'un manque d'achalandage au fil des ans.

### De nos jours
En 1983, l'administration de la ville de Montréal crée la Société du parc Jean-Drapeau, un organisme paramunicipal sans but lucratif afin d'administrer, exploiter et valoriser le parc. Contrairement aux autres grands parcs de la métropole, celui-ci n'est pas géré directement par la Ville de Montréal.
Vers la fin des années 1980, l'administration de la ville met sur pied un plan de mise en valeur et de développement du site intitulé Plan directeur de mise en valeur et de développement du parc des Îles à la suite d'études et de consultations publiques. Le Parc des Îles est officiellement ouvert en 1992 lors du 350e anniversaire de la fondation de Montréal.
Durant les plans de réaménagement, Montréal et Environnement Canada s'engagent à construire la Biosphère, un musée consacré à la biodiversité du fleuve Saint-Laurent qui est inauguré en 1995. Certains bâtiments datant de l'exposition universelle ont été reconvertis, notamment :
- le pavillon du Canada est occupé par les bureaux de la Société du parc Jean-Drapeau et d'une autre partie, la salle de réception La Toundra[9] ;
- le pavillon des États-Unis est devenu la Biosphère ;
- les pavillons de la France et du Québec sont occupés par le Casino de Montréal ;
- le pavillon de la Jamaïque servait comme lieu de restauration[10], il est aujourd'hui utilisé comme une salle de réception[11] ;
- le pavillon de la Tunisie sert de bâtiment administratif pour la société du parc.

En 1999, le parc est rebaptisé parc Jean-Drapeau en hommage à l'ancien maire de Montréal, Jean Drapeau, qui est à l'origine de l'Expo 67 et de Terre des Hommes.
En 2019, est inauguré l'Espace 67, comprenant une allée centrale, entre la Biosphère et la sculpture Trois disques de Calder. Le nouvel amphithéâtre à ciel ouvert est tapissé de pierre concassée et doté de 9 tours de son.
Le 8 avril 2024, l'Espace 67 accueille plus de 100 000 visiteurs venus observer l'éclipse solaire totale qui traverse en une longue bande une partie de l'Amérique du Nord, du Mexique à Terre-Neuve.

## Événements

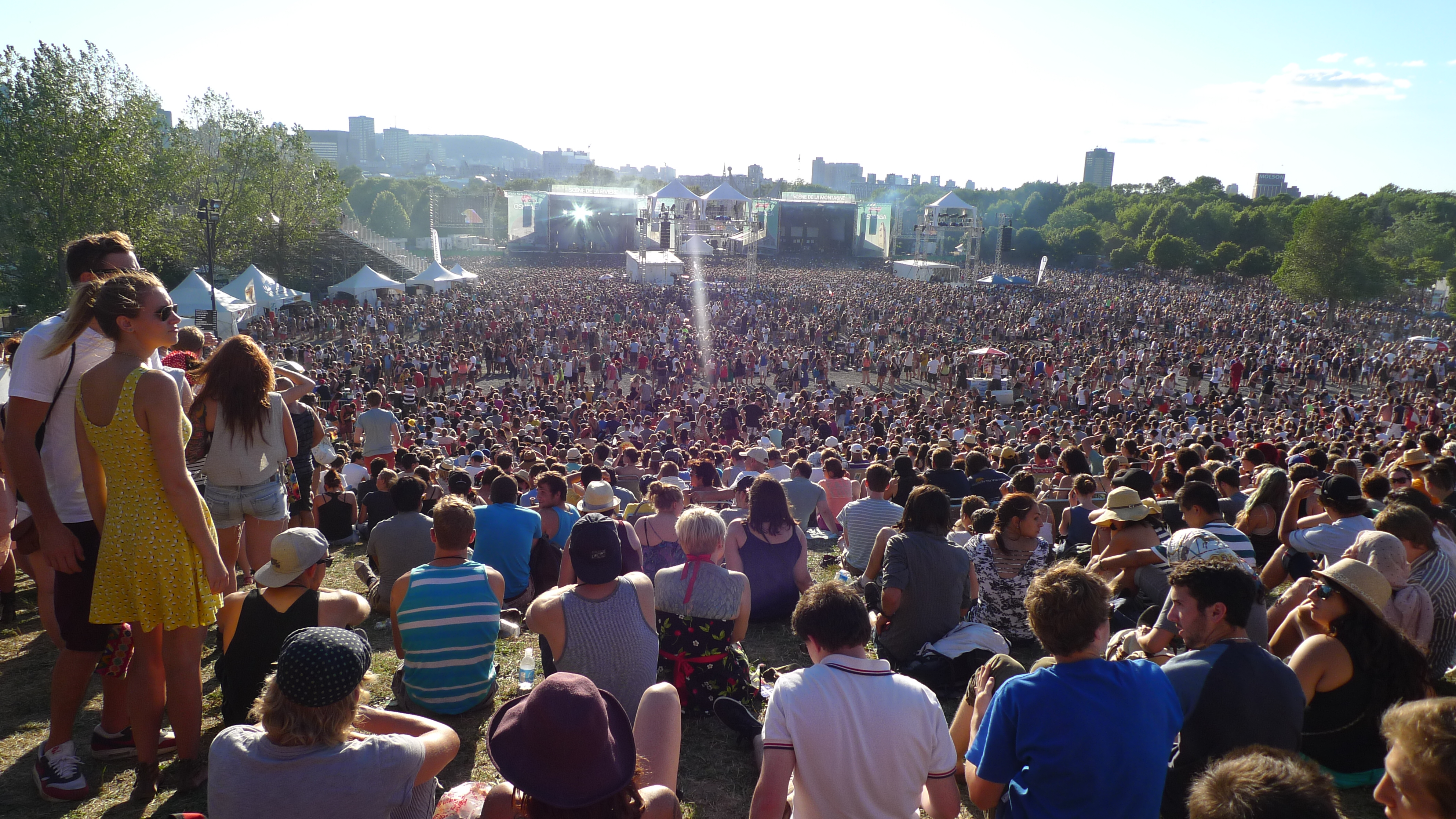
Le festival de musique Osheaga au parc Jean-Drapeau, à l'été 2012.

Le parc fait l'objet de nombreux événements :

### Annuels
| Nom de événement                   | type                              | période                               | note                                               |
| ---------------------------------- | --------------------------------- | ------------------------------------- | -------------------------------------------------- |
| La festival des Neiges de Montréal |                                   | entre janvier et février              |                                                    |
| Le Grand Prix automobile du Canada | Championnat du monde de Formule 1 | juin                                  | organisé au Circuit Gilles-Villeneuve depuis 1978. |
| Heavy Montréal                     | festival de musique               | été, mois et dates variés             | festival consacré à la musique heavy metal.        |
| Les Week-ends du Monde             | festival culturel                 | durant les fins de semaine de juillet |                                                    |
| Osheaga                            | festival de musique               | fin juillet et début août             | festival similaire à Coachella et Lollapalooza.    |
| ÎleSoniq                           | festival de musique               | août                                  | festival consacré à la musique électronique.       |
| Lasso                              | festival de musique               | août                                  | festival consacré à la musique country             |

L'événement dominical de musique électronique Piknic Électronik se tient également dans le parc à chaque semaine durant l'été.
Auparavant, le site accueillait la Fête des enfants de Montréal entre 2008 à 2011, 2013 et 2014.

### Compétitions
| Nom de l'événement                                      | Organisateur | période               | type              | lieu                   |
| ------------------------------------------------------- | ------------ | --------------------- | ----------------- | ---------------------- |
| Championnats du monde d'aviron                          | FISA         | 26 août 1984          | aviron            | bassin olympique       |
| Championnats du monde de course en ligne de canoë-kayak | ICF          | 1986                  | canoë-kayak       | bassin olympique       |
| Championnats du monde d'aviron                          | FISA         | 13 au 16 août 1992    | aviron            | bassin olympique       |
| Championnats du monde de natation                       | FINA         | 18 au 30 juillet 2005 | sports aquatiques | pavillon des baigneurs |

## Infrastructures

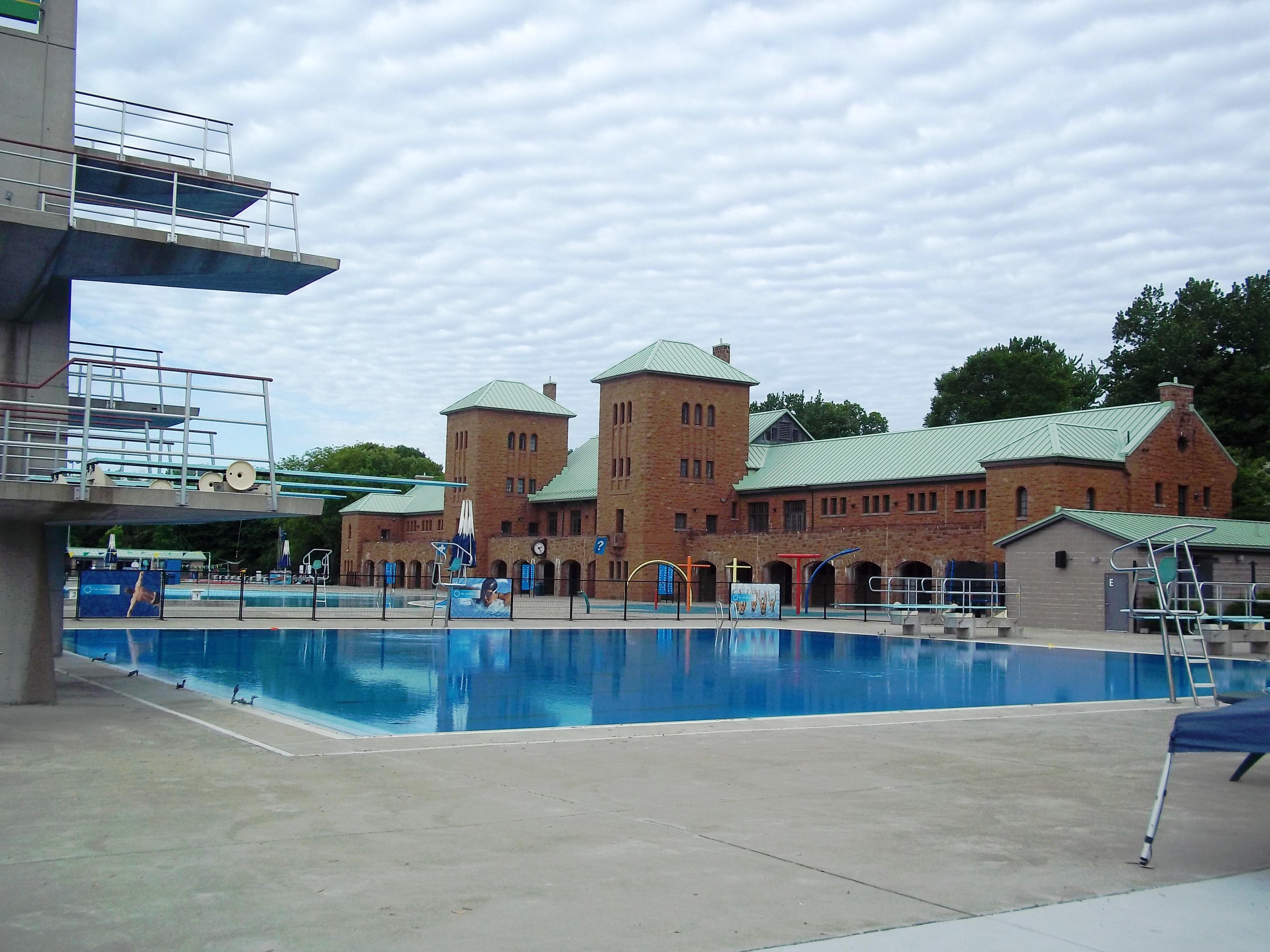
Complexe aquatique

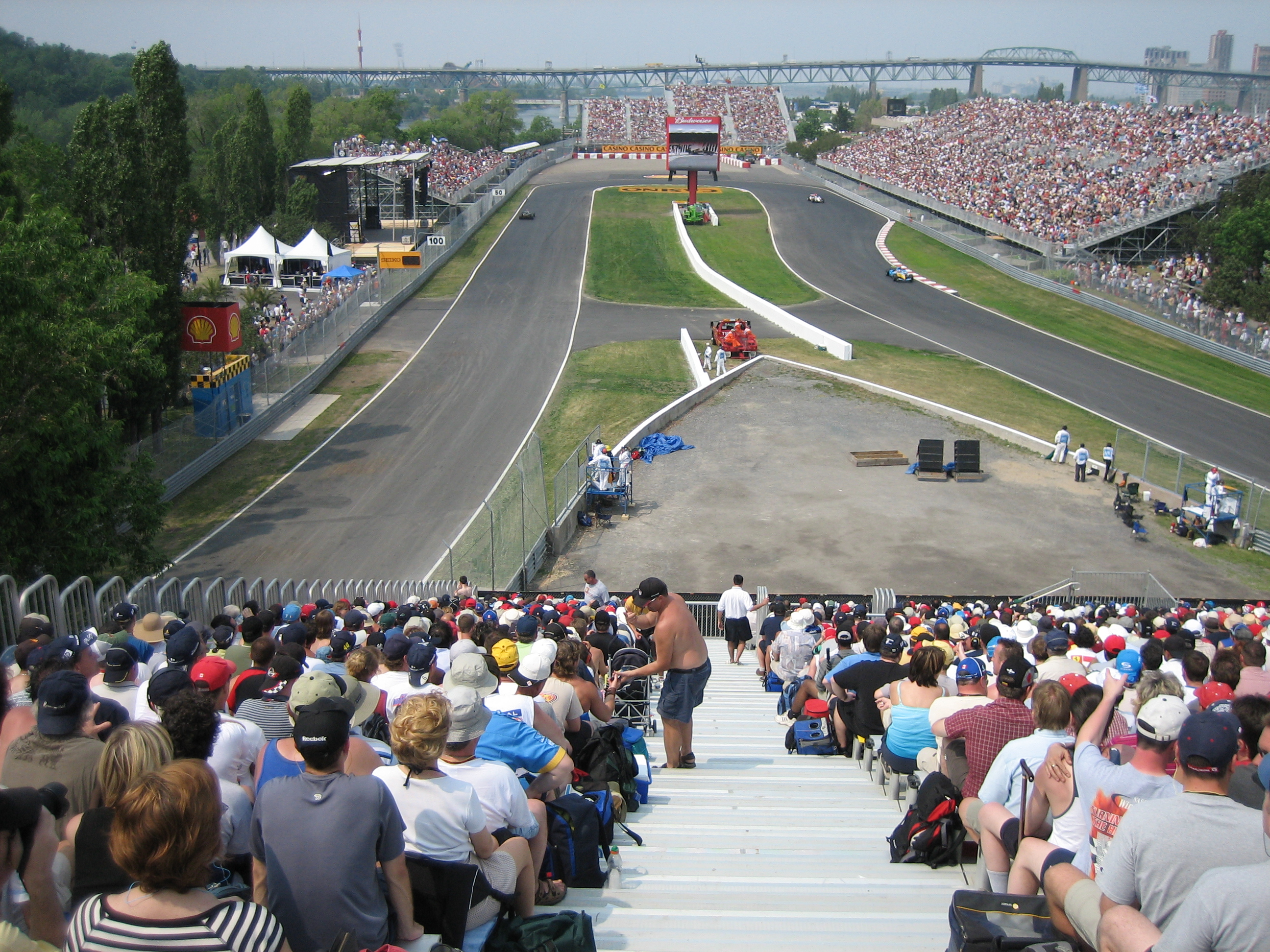
Le circuit Gilles-Villeneuve.

### Île Sainte-Hélène
- Biosphère
- Complexe aquatique du parc Jean-Drapeau (anciennement appelé le pavillon des baigneurs)
- Fort de l'île Sainte-Hélène (ancien établissement du Musée Stewart)
- Pavillon Hélène-de-Champlain (ancien établissement du restaurant Hélène-de-Champlain aujourd'hui vacant[15])
- Phare de l'île Sainte-Hélène[16] (ancien phare utilisé avant l'ouverture de la voie maritime du Saint-Laurent)
- Place des Nations

Bien que La Ronde soit situé à l'est de l'île, le parc d'attraction est la propriété de Six Flags.

### Île Notre-Dame
- Bassin olympique
- Casino de Montréal
- Circuit Gilles-Villeneuve
- Jardins des Floralies
- Pavillon de la Jamaïque
- Pavillon du Canada
- Plage Jean-Doré

## Transports et accessibilité
Le parc est doté de nombreux sentiers pédestres et cyclables. Il est également accessible en voiture via ses principales voies les chemins du Tour-de-l'Isle et Macdonald.
Hors du site, il est accessible par les ponts Jacques-Cartier et de la Concorde, également, par le métro via la ligne jaune à la station Jean-Drapeau.

## Œuvres d'art

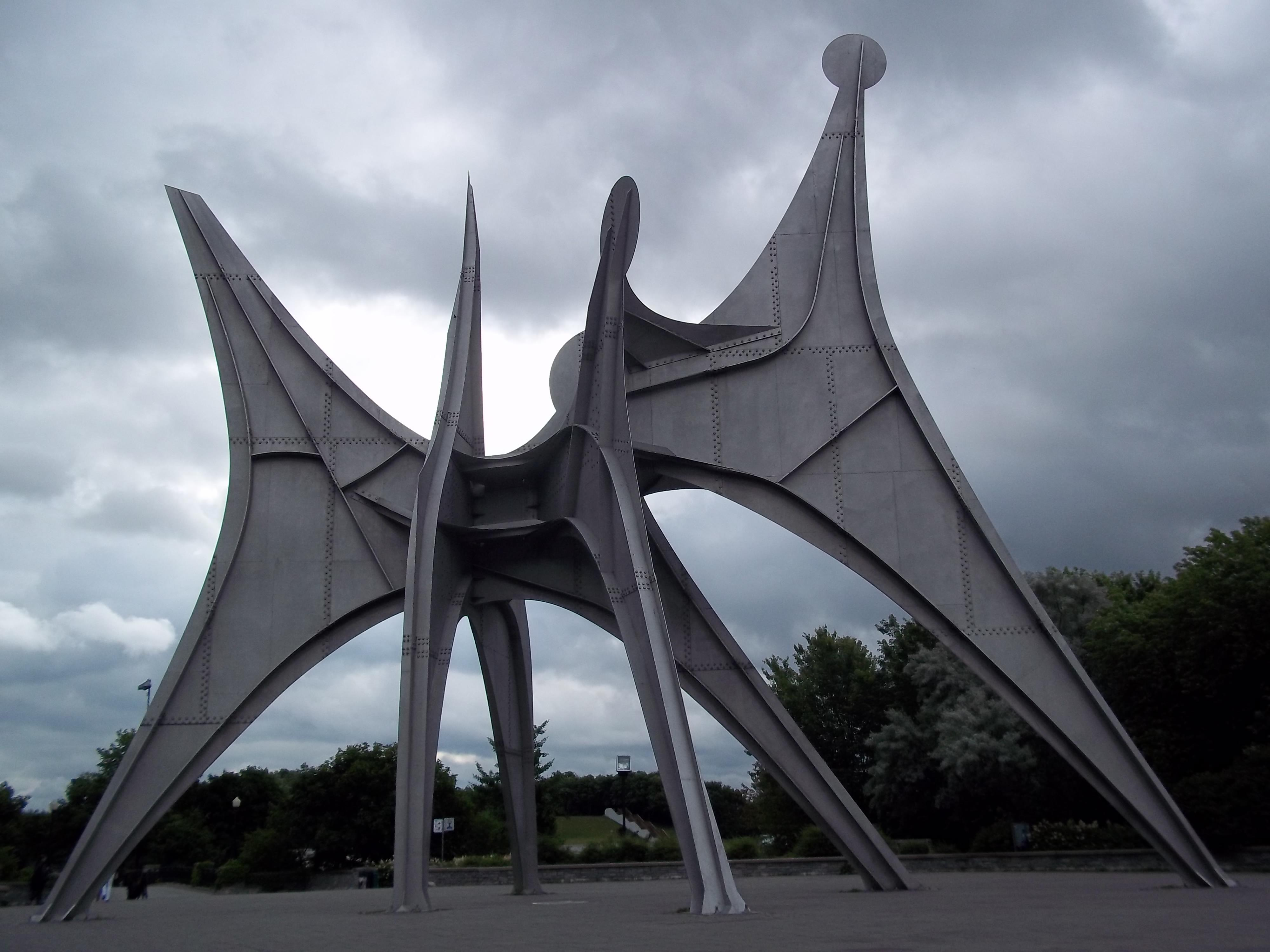
Trois Disques
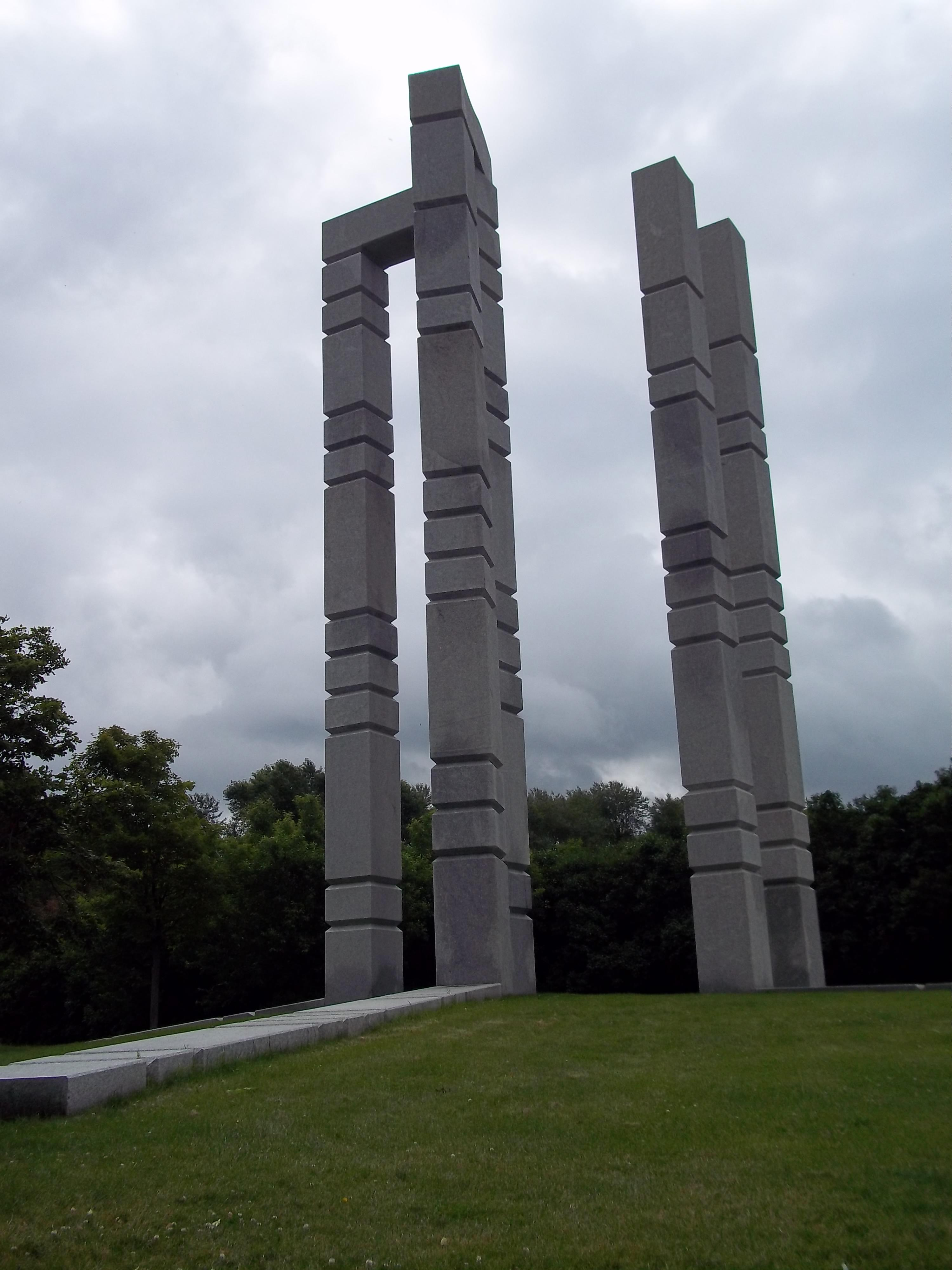
La Ville imaginaire
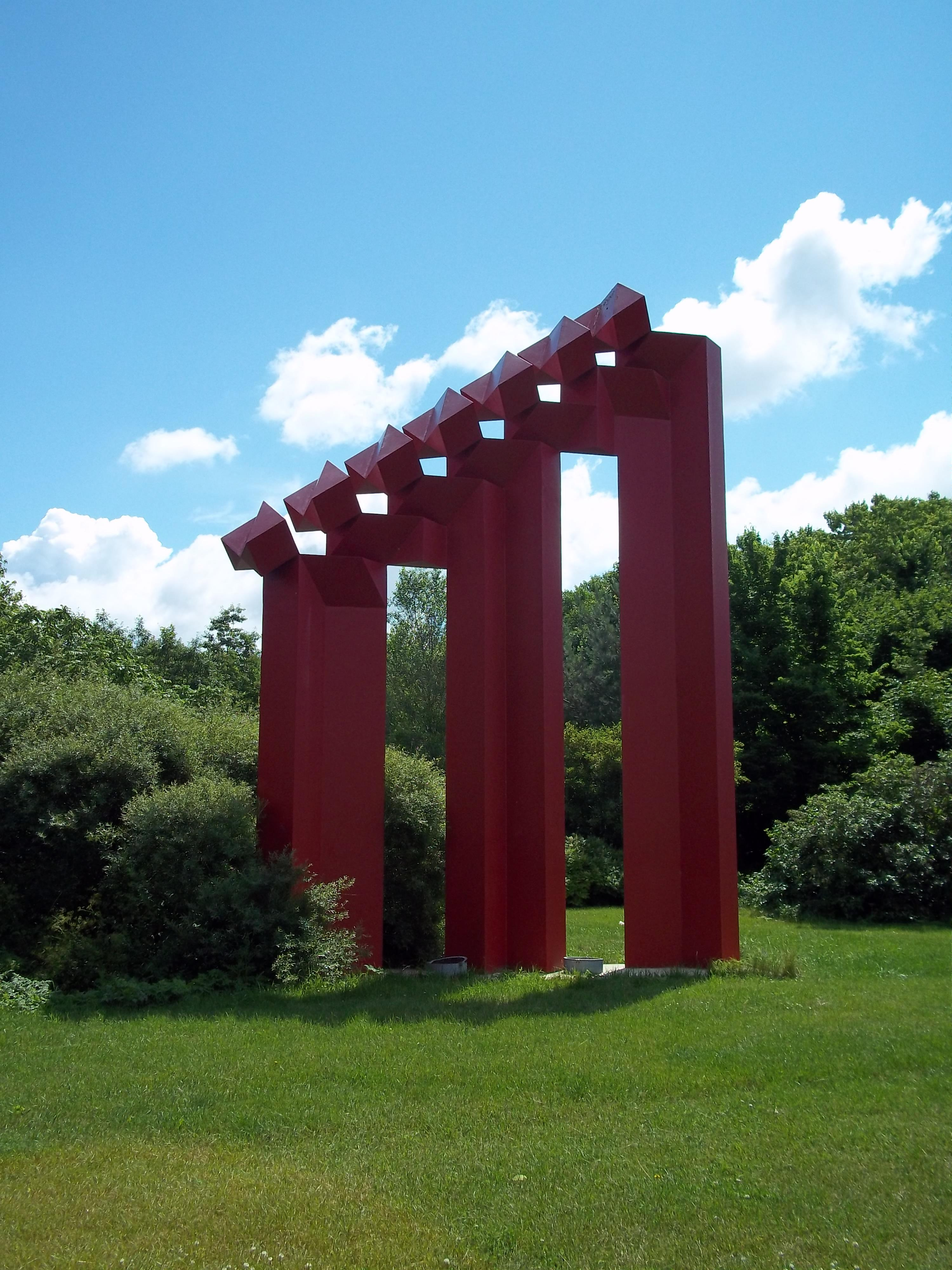
Porte de l'amitié
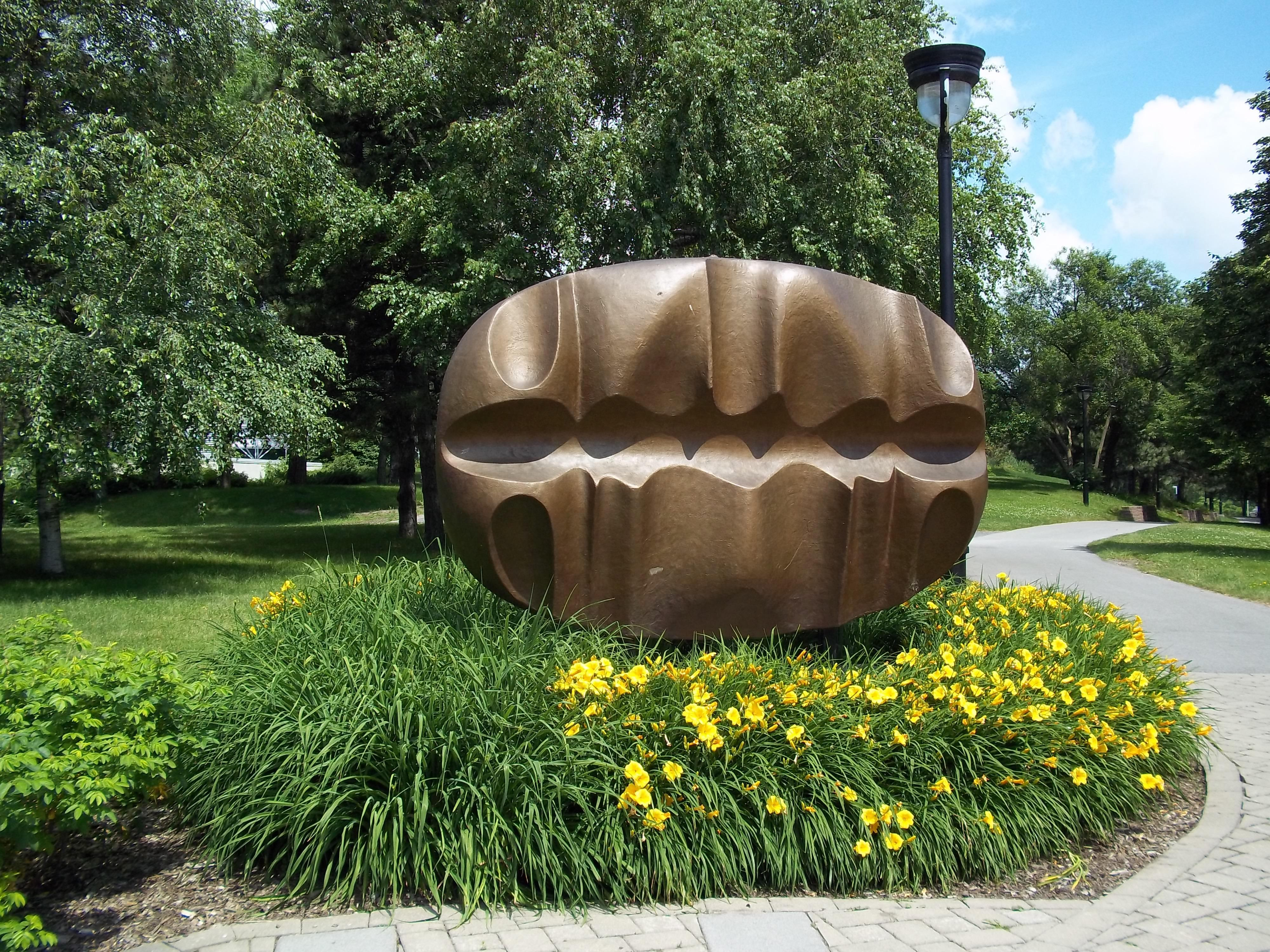
Signe solaire

## Culture populaire
Le parc a été le décor pour les tournages de films et séries télévisées :
- Buck Rogers[17]
- Code Quantum

- Galactica[18]

- Quintet[19]

Il est également évoqué par les chercheurs de trésor de The Secret, a Treasure Hunt, créé par Byron Preiss en 1982.